# B&B zoekt Lief
B&B zoekt Lief is een Vlaams televisieprogramma dat sinds 20 juni 2022 op VTM 2 wordt uitgezonden. Het programmaconcept en de naam zijn gebaseerd op het Nederlandse B&B Vol Liefde. De presentatie is in handen van An Lemmens.

## Geschiedenis
De eerste vier afleveringen werden vanaf 20 juni 2022 op VTM uitgezonden. De week erna verhuisde het programma naar VTM 2. Begin september 2022 werden de eerste kandidaten van seizoen 2 voorgesteld. De tweede reeks van 36 afleveringen was vanaf 26 juni 2023 op VTM te zien. Eind 2023 werden opnieuw kandidaten voorgesteld. Dit derde seizoen ging van start op 24 juni 2024.

### Incidenten
In juli 2024 bleek dat een Nederlandse deelnemer aan het programma vermoedelijk dezelfde persoon was als een fysio- en psychotherapeut uit Eindhoven die zeven jaar eerder was veroordeeld tot gevangenisstraf wegens ontucht met twee patiënten. De man zou zich onder een nieuwe naam hebben opgegeven voor het programma.

## Overzicht

### Seizoen 1
| B&B-eigenaar        | Leeftijd | Plaats                                    | Deelnemers | Leeftijd | Uitkomst                                    | Situatie na 10 maanden                                      |
| ------------------- | -------- | ----------------------------------------- | ---------- | -------- | ------------------------------------------- | ----------------------------------------------------------- |
| Isabel Van Ootegem  | 57       | Montbrun-les-Bains, Frankrijk             | Maurice    | 56       | Niet gekozen                                | Isabel en Ivor zijn nog steeds samen                        |
| Isabel Van Ootegem  | 57       | Montbrun-les-Bains, Frankrijk             | Filip      | 55       | Weggestuurd                                 | Isabel en Ivor zijn nog steeds samen                        |
| Isabel Van Ootegem  | 57       | Montbrun-les-Bains, Frankrijk             | Tom        | 50       | Weggestuurd                                 | Isabel en Ivor zijn nog steeds samen                        |
| Isabel Van Ootegem  | 57       | Montbrun-les-Bains, Frankrijk             | Dominique  | /        | Niet gekomen (door familiale problemen)     | Isabel en Ivor zijn nog steeds samen                        |
| Isabel Van Ootegem  | 57       | Montbrun-les-Bains, Frankrijk             | Ivor       | 56       | Gekozen                                     | Isabel en Ivor zijn nog steeds samen                        |
| Arno Permentier     | 30       | Maleville, Frankrijk / Essaouira, Marokko | Aylin      | 25       | Zelf vertrokken                             | Arno is nog alleen                                          |
| Arno Permentier     | 30       | Maleville, Frankrijk / Essaouira, Marokko | Desirée    | 25       | Zelf vertrokken (niet naar Marokko gereisd) | Arno is nog alleen                                          |
| Arno Permentier     | 30       | Maleville, Frankrijk / Essaouira, Marokko | Daphne     | 23       | Niet gekozen                                | Arno is nog alleen                                          |
| Arno Permentier     | 30       | Maleville, Frankrijk / Essaouira, Marokko | Phaedra    | 28       | Niet gekozen                                | Arno is nog alleen                                          |
| Dirk Vermoesen      | 61       | Vicq, Frankrijk                           | Regine     | 63       | Gekozen                                     | Dirk en Regine zijn elk hun eigen weg gegaan                |
| Dirk Vermoesen      | 61       | Vicq, Frankrijk                           | Katia      | 55       | Zelf vertrokken                             | Dirk en Regine zijn elk hun eigen weg gegaan                |
| Dirk Vermoesen      | 61       | Vicq, Frankrijk                           | Nancy      | 52       | Niet gekozen                                | Dirk en Regine zijn elk hun eigen weg gegaan                |
| Dirk Vermoesen      | 61       | Vicq, Frankrijk                           | Marleen    | 61       | Niet gekozen                                | Dirk en Regine zijn elk hun eigen weg gegaan                |
| Kaylee Hopchet      | 25       | Coulx, Frankrijk                          | Sander     | 28       | Weggestuurd                                 | Kaylee en Sander zijn elk hun eigen weg gegaan              |
| Kaylee Hopchet      | 25       | Coulx, Frankrijk                          | Falco      | 26       | Weggestuurd                                 | Kaylee en Sander zijn elk hun eigen weg gegaan              |
| Kaylee Hopchet      | 25       | Coulx, Frankrijk                          | Sander     | 25       | Gekozen                                     | Kaylee en Sander zijn elk hun eigen weg gegaan              |
| Kaylee Hopchet      | 25       | Coulx, Frankrijk                          | Gillian    | 29       | Niet gekozen                                | Kaylee en Sander zijn elk hun eigen weg gegaan              |
| Kaylee Hopchet      | 25       | Coulx, Frankrijk                          | Michiel    | 29       | Weggestuurd (in de beslissingsweek)         | Kaylee en Sander zijn elk hun eigen weg gegaan              |
| Marc Brans          | 59       | Montréal, Frankrijk                       | Petra      | 53       | Zelf vertrokken                             | Marc en Lisette besloten na een jaar om uit elkaar te gaan. |
| Marc Brans          | 59       | Montréal, Frankrijk                       | Annika     | 63       | Weggestuurd (in de beslissingsweek)         | Marc en Lisette besloten na een jaar om uit elkaar te gaan. |
| Marc Brans          | 59       | Montréal, Frankrijk                       | Lisette    | 59       | Gekozen                                     | Marc en Lisette besloten na een jaar om uit elkaar te gaan. |
| Marc Brans          | 59       | Montréal, Frankrijk                       | Christine  | 54       | Zelf vertrokken                             | Marc en Lisette besloten na een jaar om uit elkaar te gaan. |
| Nicolas van Rompaey | 26       | Vireux-Wallerand, Frankrijk               | Shana      | 27       | Zelf vertrokken                             | Nicolas is nog alleen                                       |
| Nicolas van Rompaey | 26       | Vireux-Wallerand, Frankrijk               | Antje      | 23       | Zelf vertrokken                             | Nicolas is nog alleen                                       |
| Nicolas van Rompaey | 26       | Vireux-Wallerand, Frankrijk               | Kelly      | 28       | Niet gekozen                                | Nicolas is nog alleen                                       |
| Nicolas van Rompaey | 26       | Vireux-Wallerand, Frankrijk               | Anske      | 24       | Niet gekozen                                | Nicolas is nog alleen                                       |

#### Uitkomst
- Isabel kiest in de beslissingsweek voor Ivor en stuurt Maurice naar huis. Ze zijn lang samen geweest maar gingen uiteindelijk toch uit elkaar.
- Arno heeft niemand gekozen tussen Daphne en Phaedra. Hij is nog alleen.
- Dirk koos voor Regine en stuurde in de beslissingsweek Nancy en Marleen naar huis. Dirk en Regine zijn na enkele maanden elk hun eigen weg gegaan.
- Kaylee koos voor Sander en stuurde daarmee Gillian in de beslissingsweek naar huis. Ze zijn elk hun eigen weg gegaan.
- Marc koos voor Lisette en stuurde daarmee Annika en Christine naar huis. Ze zijn niet meer samen. De LAT relatie was te moeilijk.
- Nicolas koos niemand, zowel Kelly als Anske niet. Hij is nog alleen.

### Seizoen 2
| B&B-eigenaar    | Leeftijd | Plaats                                                   | Deelnemers | Leeftijd | Uitkomst                              |
| --------------- | -------- | -------------------------------------------------------- | ---------- | -------- | ------------------------------------- |
| Alicia De Vree  | 26       | Moncarapacho, Algarve, Portugal "Quinta Luz do Sol"      | Niels      | 33       | Gekozen                               |
| Alicia De Vree  | 26       | Moncarapacho, Algarve, Portugal "Quinta Luz do Sol"      | Jonas      | 32       | Naar huis gestuurd                    |
| Alicia De Vree  | 26       | Moncarapacho, Algarve, Portugal "Quinta Luz do Sol"      | Matthias   | 26       | Zelf vertrokken                       |
| Alicia De Vree  | 26       | Moncarapacho, Algarve, Portugal "Quinta Luz do Sol"      | Ben        | 27       | Niet gekozen                          |
| Frank Vols      | 63       | La Garde, Isère, Frankrijk "La Forêt de Maronne"         | Ilse       | 57       | Naar huis gestuurd                    |
| Frank Vols      | 63       | La Garde, Isère, Frankrijk "La Forêt de Maronne"         | Christina  | 60       | Niet gekozen                          |
| Frank Vols      | 63       | La Garde, Isère, Frankrijk "La Forêt de Maronne"         | Elsje      | 56       | Gekozen                               |
| Frank Vols      | 63       | La Garde, Isère, Frankrijk "La Forêt de Maronne"         | Catharina  | 58       | Zelf vertrokken                       |
| Wim Verschuere  | 42       | Fortuna, Murcia, Spanje "Finca Guillermo"                | Valerie    | 41       | Niet gekozen                          |
| Wim Verschuere  | 42       | Fortuna, Murcia, Spanje "Finca Guillermo"                | Kelly      | 38       | Zelf vertrokken                       |
| Wim Verschuere  | 42       | Fortuna, Murcia, Spanje "Finca Guillermo"                | Carol      | 40       | Niet gekozen                          |
| Wim Verschuere  | 42       | Fortuna, Murcia, Spanje "Finca Guillermo"                | Kate       | 41       | Niet gekozen                          |
| Mabel Van Aelst | 59       | Saint-Pierre-de-Côle, Dordogne, Frankrijk "MaBelle Rêve" | Hans       | 61       | Niet gekozen                          |
| Mabel Van Aelst | 59       | Saint-Pierre-de-Côle, Dordogne, Frankrijk "MaBelle Rêve" | Marc       | 67       | Naar huis gestuurd, zelf teruggekeerd |
| Mabel Van Aelst | 59       | Saint-Pierre-de-Côle, Dordogne, Frankrijk "MaBelle Rêve" | Wim        | 61       | Zelf vertrokken                       |
| Mabel Van Aelst | 59       | Saint-Pierre-de-Côle, Dordogne, Frankrijk "MaBelle Rêve" | Daniel     | 69       | Naar huis gestuurd                    |
| Sandra Claes    | 40       | Side, Antalya, Turkije "Conny’s By Sandra"               | Valentin   | 44       | Naar huis gestuurd                    |
| Sandra Claes    | 40       | Side, Antalya, Turkije "Conny’s By Sandra"               | Danny      | 47       | Naar huis gestuurd                    |
| Sandra Claes    | 40       | Side, Antalya, Turkije "Conny’s By Sandra"               | Guy        | 54       | Niet gekozen                          |
| Sandra Claes    | 40       | Side, Antalya, Turkije "Conny’s By Sandra"               | Tim        | 43       | Gekozen                               |
| Nele Blaton     | 57       | Itacaré, Bahia, Brazilië "Pousada Tānara"                | Nikolaas   | 57       | Naar huis gestuurd                    |
| Nele Blaton     | 57       | Itacaré, Bahia, Brazilië "Pousada Tānara"                | Peter      | 58       | Niet gekozen                          |
| Nele Blaton     | 57       | Itacaré, Bahia, Brazilië "Pousada Tānara"                | Diego      | 48       | Niet gekozen                          |
| Nele Blaton     | 57       | Itacaré, Bahia, Brazilië "Pousada Tānara"                | Stefaan    | 52       | Niet gekozen                          |

#### Uitkomst
- Alicia koos voor Niels. Na enkele maanden besloten ze de relatie stop te zetten.
- Frank koos voor Elsje, maar na enkele maanden hebben ze de relatie afgebroken, de afstand speelde parten.
- Wim kon niet kiezen tussen de drie resterende kandidaten. Hij is relatieloos.
- Mabel heeft niemand gekozen en is nog vrijgezel.
- Sandra koos voor Tim. Ze zijn nog steeds samen. Ze wonen samen in Turkije. In 2025 werd aangekondigd dat ze gaan trouwen.
- Nele koos niemand. Ze is nog alleen en overweegt haar B&B over te laten.
- Kandidaat Valerie (Wim) en kandidaat Diego (Nele) vonden na het programma de liefde bij elkaar.

### Seizoen 3
| B&B-eigenaar | Leeftijd | Plaats                                              | Deelnemers | Uitkomst                        |
| ------------ | -------- | --------------------------------------------------- | ---------- | ------------------------------- |
| Jelmont      | 62       | Carrascal, Portugal "Kairos Casa Grande"            | Ingrid     | Zelf vertrokken                 |
| Jelmont      | 62       | Carrascal, Portugal "Kairos Casa Grande"            | Vicky      | Zelf vertrokken                 |
| Jelmont      | 62       | Carrascal, Portugal "Kairos Casa Grande"            | Rose       | Naar huis gestuurd              |
| Jelmont      | 62       | Carrascal, Portugal "Kairos Casa Grande"            | Martine    | Zelf vertrokken                 |
| Erika        | 59       | Cavriglia, Italië "Amoliv"                          | Franky     | Zelf vertrokken wegens operatie |
| Erika        | 59       | Cavriglia, Italië "Amoliv"                          | Pascal     | Gekozen                         |
| Erika        | 59       | Cavriglia, Italië "Amoliv"                          | Ernie      | Naar huis gestuurd              |
| Erika        | 59       | Cavriglia, Italië "Amoliv"                          | Patrick    | Naar huis gestuurd              |
| Katy         | 52       | Sluis, Nederland "d'ouwe Schuure"                   | Stefaan    | Niet gekozen                    |
| Katy         | 52       | Sluis, Nederland "d'ouwe Schuure"                   | Roland     | Naar huis gestuurd              |
| Katy         | 52       | Sluis, Nederland "d'ouwe Schuure"                   | Peter      | Gekozen                         |
| Katy         | 52       | Sluis, Nederland "d'ouwe Schuure"                   | Sven       | Zelf vertrokken                 |
| Bart         | 54       | Tenerife, Canarische Eilanden "Westhaven Bay Hotel" | Nathalie   | Niet gekozen                    |
| Bart         | 54       | Tenerife, Canarische Eilanden "Westhaven Bay Hotel" | Wendy      | Zelf vertrokken                 |
| Bart         | 54       | Tenerife, Canarische Eilanden "Westhaven Bay Hotel" | Cynthia    | Naar huis gestuurd              |
| Bart         | 54       | Tenerife, Canarische Eilanden "Westhaven Bay Hotel" | Linda      | Niet gekozen                    |
| Anthony      | 28       | Tenerife, Canarische Eilanden                       | Florry     | Zelf vertrokken                 |
| Anthony      | 28       | Tenerife, Canarische Eilanden                       | Stephanie  | Gekozen                         |
| Anthony      | 28       | Tenerife, Canarische Eilanden                       | Leyla      | Zelf vertrokken                 |
| Anthony      | 28       | Tenerife, Canarische Eilanden                       | Tahnee     | Niet gekozen                    |
| Patricia     | 40       | Willemstad, Curaçao "Salt Lake View Design Villa"   | Kurt       | Niet gekozen                    |
| Patricia     | 40       | Willemstad, Curaçao "Salt Lake View Design Villa"   | Mark       | Naar huis gestuurd              |
| Patricia     | 40       | Willemstad, Curaçao "Salt Lake View Design Villa"   | Sam        | Naar huis gestuurd              |
| Patricia     | 40       | Willemstad, Curaçao "Salt Lake View Design Villa"   | Robby      | Niet gekozen                    |

#### Uitkomst
- Jelmont koos niemand.
- Erika koos voor Pascal. Na 6 maanden een koppel te zijn geweest, gingen ze uit elkaar.
- Katy koos voor Peter, maar na 7 maanden relatie gingen ze uit elkaar.
- Bart koos niemand.
- Anthony koos voor Stephanie, maar zij koos niet voor hem.
- Patricia koos niemand.

## Seizoen 4
| B&B-eigenaar   | Leeftijd | Plaats                                                 | Deelnemers | Uitkomst        |
| -------------- | -------- | ------------------------------------------------------ | ---------- | --------------- |
| Kurt Demey     | 59       | Villeneuve-sur-Lot, Frankrijk "La Sagette"             | Vincent    | Zelf vertrokken |
| Kurt Demey     | 59       | Villeneuve-sur-Lot, Frankrijk "La Sagette"             | Joeri      | Zelf vertrokken |
| Kurt Demey     | 59       | Villeneuve-sur-Lot, Frankrijk "La Sagette"             | Filip      | Weggestuurd     |
| Kurt Demey     | 59       | Villeneuve-sur-Lot, Frankrijk "La Sagette"             | Jurgen     |                 |
| Karin          | 58       | Buenos Aires, Argentinië "Marcel de Buenos Aires"      | Kurt       |                 |
| Karin          | 58       | Buenos Aires, Argentinië "Marcel de Buenos Aires"      | Ronny      | Weggestuurd     |
| Karin          | 58       | Buenos Aires, Argentinië "Marcel de Buenos Aires"      | Louis      | Zelf vertrokken |
| Karin          | 58       | Buenos Aires, Argentinië "Marcel de Buenos Aires"      | Marcel     | Zelf vertrokken |
| Jet Westerhuis | 55       | Tilburg, Nederland "Airbnb Des Artistes" Altea, Spanje | Freddy     | Zelf vertrokken |
| Jet Westerhuis | 55       | Tilburg, Nederland "Airbnb Des Artistes" Altea, Spanje | Eric       | Niet gekozen    |
| Jet Westerhuis | 55       | Tilburg, Nederland "Airbnb Des Artistes" Altea, Spanje | Rudi       | Weggestuurd     |
| Jet Westerhuis | 55       | Tilburg, Nederland "Airbnb Des Artistes" Altea, Spanje | Stefaan    | Zelf vertrokken |
| Jos Bols       | 67       | Hoedspruit, Zuid-Afrika "The Belgium Inn"              | Linda      | Weggestuurd     |
| Jos Bols       | 67       | Hoedspruit, Zuid-Afrika "The Belgium Inn"              | Anja       |                 |
| Jos Bols       | 67       | Hoedspruit, Zuid-Afrika "The Belgium Inn"              | Linda      | Weggestuurd     |
| Jos Bols       | 67       | Hoedspruit, Zuid-Afrika "The Belgium Inn"              | Nadia      |                 |
| Ken Devo       | 36       | Cancún, Mexico                                         | Claudia    |                 |
| Ken Devo       | 36       | Cancún, Mexico                                         | Laura      | Zelf vertrokken |
| Ken Devo       | 36       | Cancún, Mexico                                         | Eveline    |                 |
| Ken Devo       | 36       | Cancún, Mexico                                         | Lotte      | Zelf vertrokken |
| Greet          | 45       | Corsica                                                | Björn      | Zelf vertrokken |
| Greet          | 45       | Corsica                                                | Jurgen     |                 |
| Greet          | 45       | Corsica                                                | Mario      | Zelf vertrokken |
| Greet          | 45       | Corsica                                                | Peter      | Weggestuurd     |